# Royz
Royz (jap. ロイズ) – japoński zespół rockowy z nurtu visual kei założony 28 września 2009 roku w Osace. W jego skład wchodzą czterej członkowie: wokalista Subaru, gitarzysta Kuina, basista Koudai i perkusista Tomoya. Obecnie znajdują się pod szyldem wytwórni B.P Records.

## Historia
Royz rozpoczął swoją działalność w Osace 28 września 2009 roku. W 2010 roku dołączył do nich gitarzysta Kuina, a zespół przeniósł się do Tokio gdzie trafił pod skrzydła wytwórni B.P Records.
Pierwszy album grupy Revolution To New Age ukazał się 30 listopada 2011 roku.
W 2014 roku po występie w Akasaka Blitz z powodu problemów rodzinnych gitarzysta Kazuki opuścił zespół.
W kwietniu 2016 roku wzięli udział w wydarzeniu organizowanym przez magazyn Cure World Visual Festival, obok takich zespołów jak Dezert, Arlequin, Alice Nine, a także zagranicznych zespołów. W listopadzie Koudai ogłosił, że przerwie działalność w zespole, aby wyleczyć spondylozę. Wrócił w grudniu tego samego roku.

## Członkowie
- Subaru (昴) – wokal
- Kuina (杙凪) – gitara
- Koudai (公大) – gitara basowa
- Tomoya (智也) – perkusja

### Byli
- Kazuki (和稀) – gitara

## Dyskografia

### Albumy
| Tytuł                    | Informacje                                           | Najwyższa pozycja |
| Tytuł                    | Informacje                                           | JPN (Oricon)      |
| ------------------------ | ---------------------------------------------------- | ----------------- |
| Revolution to New Age    | - Wydany: 30 listopada 2011 - Wytwórnia: B.P Records | 32                |
| Tears                    | - Wydany: 27 lutego 2013 - Wytwórnia: B.P Records    | 22                |
| Core                     | - Wydany: 2 lipca 2014 - Wytwórnia: B.P Records      | 17                |
| S.I.V.A                  | - Wydany: 6 kwietnia 2016 - Wytwórnia: B.P Records   | 10                |
| World Is Mine            | - Wydany: 21 marca 2018 - Wytwórnia: B.P Records     | 16                |
| Royz: The Best 2009–2019 | - Wydany: 3 kwietnia 2019 - Wytwórnia: B.P Records   | 34                |
| Lync                     | - Wydany: 6 lipca 2022 - Wytwórnia: B.P Records      | 24                |